# Danh sách tiểu hành tinh: 19901–20000
| Tên                 | Tên đầu tiên | Ngày phát hiện       | Nơi phát hiện           | Người phát hiện                                        |
| ------------------- | ------------ | -------------------- | ----------------------- | ------------------------------------------------------ |
| 19901 -             | 2191 T-3     | 16 tháng 10 năm 1977 | Palomar                 | C. J. van Houten, I. van Houten-Groeneveld, T. Gehrels |
| 19902 -             | 3420 T-3     | 16 tháng 10 năm 1977 | Palomar                 | C. J. van Houten, I. van Houten-Groeneveld, T. Gehrels |
| 19903 -             | 3464 T-3     | 16 tháng 10 năm 1977 | Palomar                 | C. J. van Houten, I. van Houten-Groeneveld, T. Gehrels |
| 19904 -             | 3487 T-3     | 16 tháng 10 năm 1977 | Palomar                 | C. J. van Houten, I. van Houten-Groeneveld, T. Gehrels |
| 19905 -             | 4086 T-3     | 16 tháng 10 năm 1977 | Palomar                 | C. J. van Houten, I. van Houten-Groeneveld, T. Gehrels |
| 19906 -             | 4138 T-3     | 16 tháng 10 năm 1977 | Palomar                 | C. J. van Houten, I. van Houten-Groeneveld, T. Gehrels |
| 19907 -             | 4220 T-3     | 16 tháng 10 năm 1977 | Palomar                 | C. J. van Houten, I. van Houten-Groeneveld, T. Gehrels |
| 19908 -             | 4324 T-3     | 16 tháng 10 năm 1977 | Palomar                 | C. J. van Houten, I. van Houten-Groeneveld, T. Gehrels |
| 19909 -             | 4326 T-3     | 16 tháng 10 năm 1977 | Palomar                 | C. J. van Houten, I. van Houten-Groeneveld, T. Gehrels |
| 19910 -             | 5078 T-3     | 16 tháng 10 năm 1977 | Palomar                 | C. J. van Houten, I. van Houten-Groeneveld, T. Gehrels |
| 19911 -             | 1933 FK      | 26 tháng 3 năm 1933  | Uccle                   | F. Rigaux                                              |
| 19912 Aurapenenta   | 1955 RE1     | 14 tháng 9 năm 1955  | Brooklyn                | Đại học Indiana                                        |
| 19913 Aigyptios     | 1973 SU1     | 19 tháng 9 năm 1973  | Palomar                 | C. J. van Houten, I. van Houten-Groeneveld, T. Gehrels |
| 19914 Klagenfurt    | 1973 UK5     | 27 tháng 10 năm 1973 | Tautenburg Observatory  | F. Börngen                                             |
| 19915 Bochkarev     | 1974 RX1     | 14 tháng 9 năm 1974  | Nauchnij                | N. S. Chernykh                                         |
| 19916 Donbass       | 1976 QH1     | 26 tháng 8 năm 1976  | Nauchnij                | N. S. Chernykh                                         |
| 19917 -             | 1977 EE8     | 12 tháng 3 năm 1977  | Kiso                    | H. Kosai, K. Hurukawa                                  |
| 19918 -             | 1977 PB      | 6 tháng 8 năm 1977   | Mount Stromlo           | C.-I. Lagerkvist                                       |
| 19919 Pogorelov     | 1977 TQ6     | 8 tháng 10 năm 1977  | Nauchnij                | L. I. Chernykh                                         |
| 19920 -             | 1978 NF      | 10 tháng 7 năm 1978  | Palomar                 | E. F. Helin, E. M. Shoemaker                           |
| 19921 -             | 1978 VV3     | 7 tháng 11 năm 1978  | Palomar                 | E. F. Helin, S. J. Bus                                 |
| 19922 -             | 1978 VV4     | 7 tháng 11 năm 1978  | Palomar                 | E. F. Helin, S. J. Bus                                 |
| 19923 -             | 1978 VA8     | 6 tháng 11 năm 1978  | Palomar                 | E. F. Helin, S. J. Bus                                 |
| 19924 -             | 1979 MQ6     | 25 tháng 6 năm 1979  | Siding Spring           | E. F. Helin, S. J. Bus                                 |
| 19925 -             | 1979 QD3     | 22 tháng 8 năm 1979  | La Silla                | C.-I. Lagerkvist                                       |
| 19926               | 1979 YQ      | 17 tháng 12 năm 1979 | La Silla                | H. Debehogne, E. R. Netto                              |
| 19927 -             | 1980 FM4     | 16 tháng 3 năm 1980  | La Silla                | C.-I. Lagerkvist                                       |
| 19928 -             | 1981 DB3     | 28 tháng 2 năm 1981  | Siding Spring           | S. J. Bus                                              |
| 19929 -             | 1981 DL3     | 28 tháng 2 năm 1981  | Siding Spring           | S. J. Bus                                              |
| 19930 -             | 1981 EV2     | 2 tháng 3 năm 1981   | Siding Spring           | S. J. Bus                                              |
| 19931 -             | 1981 EF3     | 2 tháng 3 năm 1981   | Siding Spring           | S. J. Bus                                              |
| 19932 -             | 1981 EU4     | 2 tháng 3 năm 1981   | Siding Spring           | S. J. Bus                                              |
| 19933 -             | 1981 EW5     | 7 tháng 3 năm 1981   | Siding Spring           | S. J. Bus                                              |
| 19934 -             | 1981 EG11    | 1 tháng 3 năm 1981   | Siding Spring           | S. J. Bus                                              |
| 19935 -             | 1981 EG12    | 1 tháng 3 năm 1981   | Siding Spring           | S. J. Bus                                              |
| 19936 -             | 1981 EZ12    | 1 tháng 3 năm 1981   | Siding Spring           | S. J. Bus                                              |
| 19937 -             | 1981 EF15    | 1 tháng 3 năm 1981   | Siding Spring           | S. J. Bus                                              |
| 19938 -             | 1981 EN15    | 1 tháng 3 năm 1981   | Siding Spring           | S. J. Bus                                              |
| 19939 -             | 1981 EG16    | 1 tháng 3 năm 1981   | Siding Spring           | S. J. Bus                                              |
| 19940 -             | 1981 EK20    | 2 tháng 3 năm 1981   | Siding Spring           | S. J. Bus                                              |
| 19941 -             | 1981 ES24    | 2 tháng 3 năm 1981   | Siding Spring           | S. J. Bus                                              |
| 19942 -             | 1981 EV24    | 2 tháng 3 năm 1981   | Siding Spring           | S. J. Bus                                              |
| 19943 -             | 1981 EB31    | 2 tháng 3 năm 1981   | Siding Spring           | S. J. Bus                                              |
| 19944 -             | 1981 EF31    | 2 tháng 3 năm 1981   | Siding Spring           | S. J. Bus                                              |
| 19945 -             | 1981 ET31    | 2 tháng 3 năm 1981   | Siding Spring           | S. J. Bus                                              |
| 19946 -             | 1981 EB35    | 2 tháng 3 năm 1981   | Siding Spring           | S. J. Bus                                              |
| 19947 -             | 1981 EE39    | 2 tháng 3 năm 1981   | Siding Spring           | S. J. Bus                                              |
| 19948 -             | 1981 EP40    | 2 tháng 3 năm 1981   | Siding Spring           | S. J. Bus                                              |
| 19949 -             | 1981 EM46    | 2 tháng 3 năm 1981   | Siding Spring           | S. J. Bus                                              |
| 19950 -             | 1981 EP47    | 2 tháng 3 năm 1981   | Siding Spring           | S. J. Bus                                              |
| 19951 -             | 1982 UW2     | 20 tháng 10 năm 1982 | Kitt Peak               | G. Aldering                                            |
| 19952 Ashkinazi     | 1982 UV6     | 20 tháng 10 năm 1982 | Nauchnij                | L. G. Karachkina                                       |
| 19953 -             | 1982 VU2     | 14 tháng 11 năm 1982 | Kiso                    | H. Kosai, K. Hurukawa                                  |
| 19954 -             | 1982 VY3     | 14 tháng 11 năm 1982 | Kiso                    | H. Kosai, K. Hurukawa                                  |
| 19955 Hollý         | 1984 WZ1     | 28 tháng 11 năm 1984 | Piszkéstető             | M. Antal                                               |
| 19956 -             | 1985 QW1     | 17 tháng 8 năm 1985  | Palomar                 | E. F. Helin                                            |
| 19957 -             | 1985 QG4     | 24 tháng 8 năm 1985  | Smolyan                 | Bulgarian National Observatory                         |
| 19958               | 1985 RN4     | 11 tháng 9 năm 1985  | La Silla                | H. Debehogne                                           |
| 19959 -             | 1985 UJ3     | 17 tháng 10 năm 1985 | Kvistaberg              | C.-I. Lagerkvist                                       |
| 19960               | 1986 CN1     | 3 tháng 2 năm 1986   | La Silla                | H. Debehogne                                           |
| 19961               | 1986 QP3     | 29 tháng 8 năm 1986  | La Silla                | H. Debehogne                                           |
| 19962 Martynenko    | 1986 RV5     | 7 tháng 9 năm 1986   | Nauchnij                | L. I. Chernykh                                         |
| 19963 -             | 1986 TR      | 4 tháng 10 năm 1986  | Đài thiên văn Brorfelde | P. Jensen                                              |
| 19964 -             | 1987 BX1     | 25 tháng 1 năm 1987  | La Silla                | E. W. Elst                                             |
| 19965               | 1987 RO1     | 14 tháng 9 năm 1987  | La Silla                | H. Debehogne                                           |
| 19966 -             | 1987 SL3     | 25 tháng 9 năm 1987  | Đài thiên văn Brorfelde | P. Jensen                                              |
| 19967               | 1987 SN12    | 16 tháng 9 năm 1987  | La Silla                | H. Debehogne                                           |
| 19968 -             | 1988 FE3     | 19 tháng 3 năm 1988  | La Silla                | W. Ferreri                                             |
| 19969 Davidfreedman | 1988 PR      | 11 tháng 8 năm 1988  | Siding Spring           | A. J. Noymer                                           |
| 19970 Johannpeter   | 1988 RJ3     | 8 tháng 9 năm 1988   | Tautenburg Observatory  | F. Börngen                                             |
| 19971               | 1988 RZ5     | 3 tháng 9 năm 1988   | La Silla                | H. Debehogne                                           |
| 19972               | 1988 RD6     | 5 tháng 9 năm 1988   | La Silla                | H. Debehogne                                           |
| 19973 -             | 1988 RZ10    | 14 tháng 9 năm 1988  | Cerro Tololo            | S. J. Bus                                              |
| 19974 -             | 1989 GR1     | 3 tháng 4 năm 1989   | La Silla                | E. W. Elst                                             |
| 19975 -             | 1989 GX2     | 3 tháng 4 năm 1989   | La Silla                | E. W. Elst                                             |
| 19976 -             | 1989 TD      | 4 tháng 10 năm 1989  | Chions                  | J. M. Baur                                             |
| 19977 -             | 1989 TQ      | 7 tháng 10 năm 1989  | Kani                    | Y. Mizuno, T. Furuta                                   |
| 19978 -             | 1989 TN6     | 7 tháng 10 năm 1989  | La Silla                | E. W. Elst                                             |
| 19979 -             | 1989 VJ      | 2 tháng 11 năm 1989  | Yorii                   | M. Arai, H. Mori                                       |
| 19980 Barrysimon    | 1989 WF2     | 22 tháng 11 năm 1989 | Palomar                 | C. S. Shoemaker, D. H. Levy                            |
| 19981 Bialystock    | 1989 YB6     | 29 tháng 12 năm 1989 | Haute Provence          | E. W. Elst                                             |
| 19982 Barbaradoore  | 1990 BJ      | 22 tháng 1 năm 1990  | Palomar                 | E. F. Helin                                            |
| 19983 -             | 1990 DW      | 18 tháng 2 năm 1990  | Kushiro                 | M. Matsuyama, K. Watanabe                              |
| 19984 -             | 1990 EP2     | 2 tháng 3 năm 1990   | La Silla                | E. W. Elst                                             |
| 19985 -             | 1990 GD      | 15 tháng 4 năm 1990  | La Silla                | E. W. Elst                                             |
| 19986               | 1990 KD      | 20 tháng 5 năm 1990  | Siding Spring           | R. H. McNaught                                         |
| 19987               | 1990 QJ3     | 28 tháng 8 năm 1990  | Palomar                 | H. E. Holt                                             |
| 19988               | 1990 QW3     | 22 tháng 8 năm 1990  | Palomar                 | H. E. Holt                                             |
| 19989               | 1990 RN8     | 15 tháng 9 năm 1990  | La Silla                | H. Debehogne                                           |
| 19990 -             | 1990 SE8     | 22 tháng 9 năm 1990  | La Silla                | E. W. Elst                                             |
| 19991 -             | 1990 SW8     | 22 tháng 9 năm 1990  | La Silla                | E. W. Elst                                             |
| 19992 Schönbein     | 1990 TS9     | 10 tháng 10 năm 1990 | Tautenburg Observatory  | F. Börngen, L. D. Schmadel                             |
| 19993 Gunterseeber  | 1990 TK10    | 10 tháng 10 năm 1990 | Tautenburg Observatory  | F. Börngen, L. D. Schmadel                             |
| 19994 Tresini       | 1990 TJ15    | 13 tháng 10 năm 1990 | Nauchnij                | L. G. Karachkina, G. R. Kastel'                        |
| 19995 -             | 1990 VU8     | 12 tháng 11 năm 1990 | La Silla                | E. W. Elst                                             |
| 19996 -             | 1990 WZ      | 18 tháng 11 năm 1990 | La Silla                | E. W. Elst                                             |
| 19997 -             | 1990 WM1     | 18 tháng 11 năm 1990 | La Silla                | E. W. Elst                                             |
| 19998 Binoche       | 1990 WP1     | 18 tháng 11 năm 1990 | La Silla                | E. W. Elst                                             |
| 19999 Depardieu     | 1991 BJ1     | 18 tháng 1 năm 1991  | Haute Provence          | E. W. Elst                                             |
| 20000 Varuna        | 2000 WR106   | 28 tháng 11 năm 2000 | Kitt Peak               | Spacewatch                                             |